# Glauco (sous-marin, 1905)
Pour les articles homonymes, voir Glauco (sous-marin).
Le Glauco est un sous-marin italien, navire de tête de la classe Glauco, construit dans les années 1900 pour la Marine royale italienne.

## Caractéristiques
La classe Glauco déplaçaient 160 tonnes en surface et 243 tonnes en immersion. Les sous-marins mesuraient 36,8 mètres, avaient une largeur de 4,32 mètres et un tirant d'eau de 2,5 mètres. Ils avaient une profondeur de plongée de 25 mètres. Leur équipage comptait 2 officiers et 13 sous-officiers et marins.
Pour la navigation de surface, les sous-marins Glauco, Squalo, Narvalo étaient propulsés par quatre moteurs essence FIAT de 600 chevaux-vapeur (cv) (441 kW) (tandis que les Otaria et Tricheco par des moteurs Thornycroft de 800 cv (588 kW)), entraînant deux arbres d'hélices. En immersion, chaque hélice était entraînée par un moteur électrique  Savigliano de 85 chevaux-vapeur (62 kW). Ils pouvaient atteindre 13 nœuds (24 km/h) en surface et 6,2 nœuds (11,4 km/h) sous l'eau. En surface, la classe Glauco avait une autonomie de 225 milles nautiques (416 km) à 10 noeuds (18,5 km/h); en immersion, elle avait une autonomie de 81 milles nautiques (150 km) à 3,5 noeuds (6,4 km/h).
Les sous-marins étaient armés de deux tubes lance-torpilles à l'avant de 45 centimètres  (sauf le Glauco qui en avaient 3 à l'avant), pour lesquels ils transportaient un total de 2 torpilles.

## Construction et mise en service
Le Glauco est construit par le chantier naval de l'Arsenal de Venise (Arsenale di Venezia) de Venise en Italie, et mis sur cale le 1er août 1903. Il est lancé le 9 juillet 1905 et est achevé et mis en service le 15 décembre 1905. Il est commissionné le même jour dans la Regia Marina.

## Histoire du service
Une fois en service, le Glauco est employé à l'entraînement au large de la côte adriatique., effectuant plusieurs croisières pour vérifier ses performances.
Il participe aux exercices militaires de 1906, dans les eaux de Tarente, et de 1908, dans la mer Tyrrhénienne,.
En août 1914, il est affecté à la IVe Escadre de sous-marins basée à Venise; le commandant du sous-marin est le lieutenant de vaisseau (tenente di vascello) Paolo Tolosetto Farinata degli Uberti,,.
A l'entrée de l'Italie dans la Première Guerre mondiale, il est chef d'escadron de l'escadron de sous-marins de Brindisi (toujours commandé par Farinata degli Uberti, qui est devenu entre-temps capitaine de corvette (capitano di corvetta)),,..
En 1916, il est déployé à Tarente, formant un groupe autonome avec son navire-jumeau (sister ship) Otaria,.
En mai 1916 - le commandant de l'unité est le lieutenant de vaisseau Achille Gaspare Chinaglia - et le sous-marin est déployé à Valona,.
Désarmé à Tarente en août 1916 et affecté au Groupe des sous-marins désarmés, il reste dans le port des Pouilles jusqu'en 1921, date à laquelle il est vendu à la Lloyd Maritime roumaine,.
Pendant la guerre, le Glauco a effectué 65 missions (essentiellement défensives dans les eaux de Bari, Barletta et Valona) pour un total de 296 heures de navigation en surface et 252 heures sous l'eau,.

### Devise
Le nom de navire Glauco a été attribué à un autre sous-marin lancé en 1935 qui a participé à la Seconde Guerre mondiale. Les deux sous-marins avaient la même devise, "Gloria audaciae comes" ("La gloire est la compagne de l'audace"), qui dans la Marina Militare sera également attribuée au destroyer lance-missiles sol-sol et antinavire Audace (D 551).